# Carlito e Sua Orquestra
Carlito e Sua Orquestra foi a primeira banda formada em Salvador, Bahia, nos anos 60. Foi também o primeiro grupo do cantor Paulinho Boca de Cantor.
A banda tocava em bailes de formatura e clubes sociais e na época era disputada devido as idades dos músicos que variava de 16 a 24 anos. Na época alguns músicos tocavam também em shows e TV com Raulzito e Seus Panteras (Raul Seixas).
Em 1968, com a saída de Carlito, a banda mudou o nome para Orquestra Avanço e tocou por pouco tempo pois vários músicos passaram a tocar com Caetano Veloso, Gilberto Gil, Gal Costa e Betania.

## Formação
- Carlito - bateria
- Perinho Albuquerque - guitarra
- Moacyr Albuquerque - baixo
- Tute Moreno - sax alto
- Lidemberg Cardoso - sax tenor
- Tuzé de Abreu - sax alto
- Nilton Paixão - piston
- Perna Fróes - piano
- Bira - ritmo
- Walmir - piston
- Armando - ritmo
- Paulinho Boca de Cantor - vocal